# A Bíblia não Tinha Razão
A Bíblia Não Tinha Razão ou A Bíblia desenterrada, recentemente retraduzido pela Editora Vozes (no original: The Bible Unearthed: Archaeology's New Vision of Ancient Israel and the Origin of Its Sacred Texts) é um livro editado em 2001 sobre a arquelogia de Israel e sua relação com as origens da Bíblia Hebraica. Os autores são Israel Finkelstein, professor de Arqueologia na Universidade de Tel Aviv, e Neil Asher Silberman, diretor de interpretação histórica do Centro Ename de Arqueologia Pública e Apresentação do Legado Histórico, na Bélgica.

## Metodologia
Os autores afirmam que a Bíblia é um dos mais importantes documentos e realizações culturais, [mas] não no marco  narrativo inquestionável com que cada descoberta arqueológica deve coincidir. Seu principal ponto de vista é que
| “ | ... uma análise arqueológica das narrativas dos Patriarcas, Conquista, Juízes e Reis [mostra] que enquanto não há nenhuma evidência convincente arqueológico de qualquer um deles, há uma clara evidência arqueológica que coloca as narrativas num contexto do finais do século VII a. C. | ” |

Com base nestas evidências propõem:
| “ | ... uma reconstrução arqueológica das distintas histórias dos reinos Israel e Judá, ressaltando a história amplamente ignorada da Dinastia omrida e tentando mostrar como a influência do imperialismo assírio na região colocou em movimento uma cadeia de eventos que finalmente faria do religiosamente conservador reino de Judá, o mais pobre, mais remoto e mais tardio centro de culto e das esperanças de todo Israel. | ” |

Como constata um estudo crítico, o enfoque e as conclusões de A Bíblia Desenterrada não são particularmente novos. Ze'ev Herzog, professor de arqueologia na Universidade de Tel Aviv, escreveu uma reportagem de capa para a Ha'aretz em 1999, no qual chega a conclusões similares seguindo a mesma metodologia; Herzog fez também a observação de que alguns destes descobrimentos foram aceitos pela maioria dos estudiosos bíblicos e arqueólogos, durante anos e até mesmo décadas, embora só recentemente começaram a penetrar na consciência do público em geral.

## Conteúdo

### Anacronismos

Egito no século XV a. C., o tempo do Êxodo e a conquista de Canaã como se descreve no Livro de Josué de acordo com a cronologia bíblica. Como indica o mapa, Canaã foi ocupada pelo Egito nesse tempo, um fato que a Bíblia não registra.

A Bíblia desenterrada começa a analisar o Livro de Gênesis e sua relação com a evidência arqueológica para determinar o contexto no qual se estabeleceu sua narrativa. Diversos descobrimentos arqueológicos sobre a sociedade e a cultura no Oriente Próximo revelam para os autores uma série de anacronismos, os quais sugeririam que as narrativas foram escritas nos séculos IX, VIII e VII antes de Cristo:
- São mencionados com frequência os arameus, mas não existe nenhum texto deles até 1100 a. C. e só começaram a dominar as fronteiras setentrionais de Israel depois do século IX.[6]
- O texto descreve a origem do reino de Edom, mas registros assírios mostram que Edom só apareceu como Estado depois de que a zona foi conquistada pela Assíria. Antes dessa época, não tinha reis nem um Estado propriamente dito e a evidência arqueológica mostra que o território estava escassamente povoado.[7]
- A história de José se refere a comerciantes que andavam em camelos e que levavam «goma arábica, bálsamo e mirra», um evento pouco provável para o primeiro milênio, mas muito comum nos séculos VIII a VII a. C., quando a hegemonia assíria possibilitou que este comércio florescesse.[8]
- A Terra de Gósen tem um nome que provém de um grupo árabe que só chegou a dominar o Delta do Nilo nos séculos VI e V a.C.[9]
- O Faraó egípcio está descrito como temeroso da invasão do este, quando o território do Egito se havia estendido às partes do norte de Canaã, sendo o norte sua ameaça principal por conseguinte, até o século VII a. C.[10]

O livro comenta que isto concorda com a hipótese documental, na qual a crítica textual argumenta que a maioria dos primeiros cinco livros bíblicos foram escritos entre os séculos VIII e VI a. C. Ainda que os resultados arqueológicos e os registros assírios sugiram que o Reino de Israel era o maior dos dois, é o Reino de Judá ao que se outorga maior preeminência no livro de Gênesis, cujas narrativas se concentram em Abraão, Jerusalém, Judá (o Patriarca) e Hebrom, mais que nos personagens e lugares do Reino do Norte (Israel); A Bíblia desenterrada explica esta preeminência da tradição javista como uma tentativa de aproveitar-se da oportunidade brindada pela destruição de Israel em 720 a. C., para descrever aos israelitas como um só povo, com Judá havendo tido (sempre) a primacia.

### Origem dos israelitas
O livro enfatiza que, apesar das pesquisas arqueológicas modernas e dos meticulosos registros egípcios do período de Ramessés II, há uma diferença óbvia de qualquer evidência sobre a migração de um povo semítico através da Península do Sinai, exceto os hicsos. Ainda que os hicsos sejam de alguma maneira uma boa coincidência, deixando Aváris (posteriormente renomeado 'Pi-Ramessés') como seu centro principal, no coração da região correspondente à 'Terra de Goshen' e de que posteriormente Manetão escreveu que finalmente os hicsos fundaram  o Templo de Jerusalém, isso gera outros problemas, já que os hicsos não foram escravos e sim governantes, foram expulsos em vez de perseguidos para trazê-los de volta. No entanto, o livro argumenta que a narrativa do êxodo talvez tenha evoluído a partir de vagas memórias da expulsão dos hicsos, revertido para incentivar a resistência ao domínio de Judá pelo Egito no século VII a. C.
Finkelstein e Silberman argumentam que em vez de que os israelitas, depois do Êxodo, tenham conquistado Canaã (como está sugerido no livro de Josué); de fato, a maioria deles já estava aí desde sempre; os Israelitas eram simplesmente cananeus que se desenvolveram em uma nova cultura. Relatórios recentes sobre padrões de assentamentos prolongados nos centros israelitas não mostram sinais de invasões violentas ou ainda de infiltrações pacíficas, mas sim uma transformação demográfica até 1200 a. C. na qual aparecem aldeias em lugares previamente despovoados; estes assentamentos têm uma aparência similar aos campos beduínos atuais, sugerindo que os habitantes foram, em alguma ocasião, pastores nômades, levados à agricultura na Idade do Bronze tardia pelo colapso da 'cultura de cidade' cananita.
Os autores tomam o assunto da descrição do livro de Josué onde os israelitas conquistam Canaã em poucos anos -muito menos que o tempo de vida de um indivíduo-, em que são destruídas as cidades de Hazor, Ai e Jericó. Finkelstein e Silberman vêem este relato como o resultado do efeito longínquo e difuso da memória popular sobre destruições causadas por outros eventos; a pesquisa arqueológica atual destes lugares mostra que sua destruição abrangeu um período de muitos séculos, quando Hasor foi destruída de 100 a 300 anos depois de Jericó, enquanto que Ai (cujo nome de fato significa 'montículo de ruínas') esteve completamente abandonada cerca de um milênio antes da destruição de Jericó e não foi reocupada até 200 anos depois.

### Davi e Salomão, ou os omridas?
Ainda que o livro de Samuel e partes iniciais do livro dos Reis descrevam Saul, Davi e Salomão como governantes sucessivos de um poderoso e cosmopolita reino unido de Israel e Judá, Finkelstein e Silberman consideram as evidências arqueológicas modernas como uma demostração de que isto é uma ficção piedosa. Em vez disso, a Arqueologia mostra que no tempo de Salomão, o reino norte de Israel tinha uma existência insignificante, muito pobre para ter capacidade de pagar a um grande exército e com muito pouca burocracia para poder administrar um reino, menos ainda um império; que apenas surgiu posteriormente, perto do início do século IX a. C., no tempo de Omri.

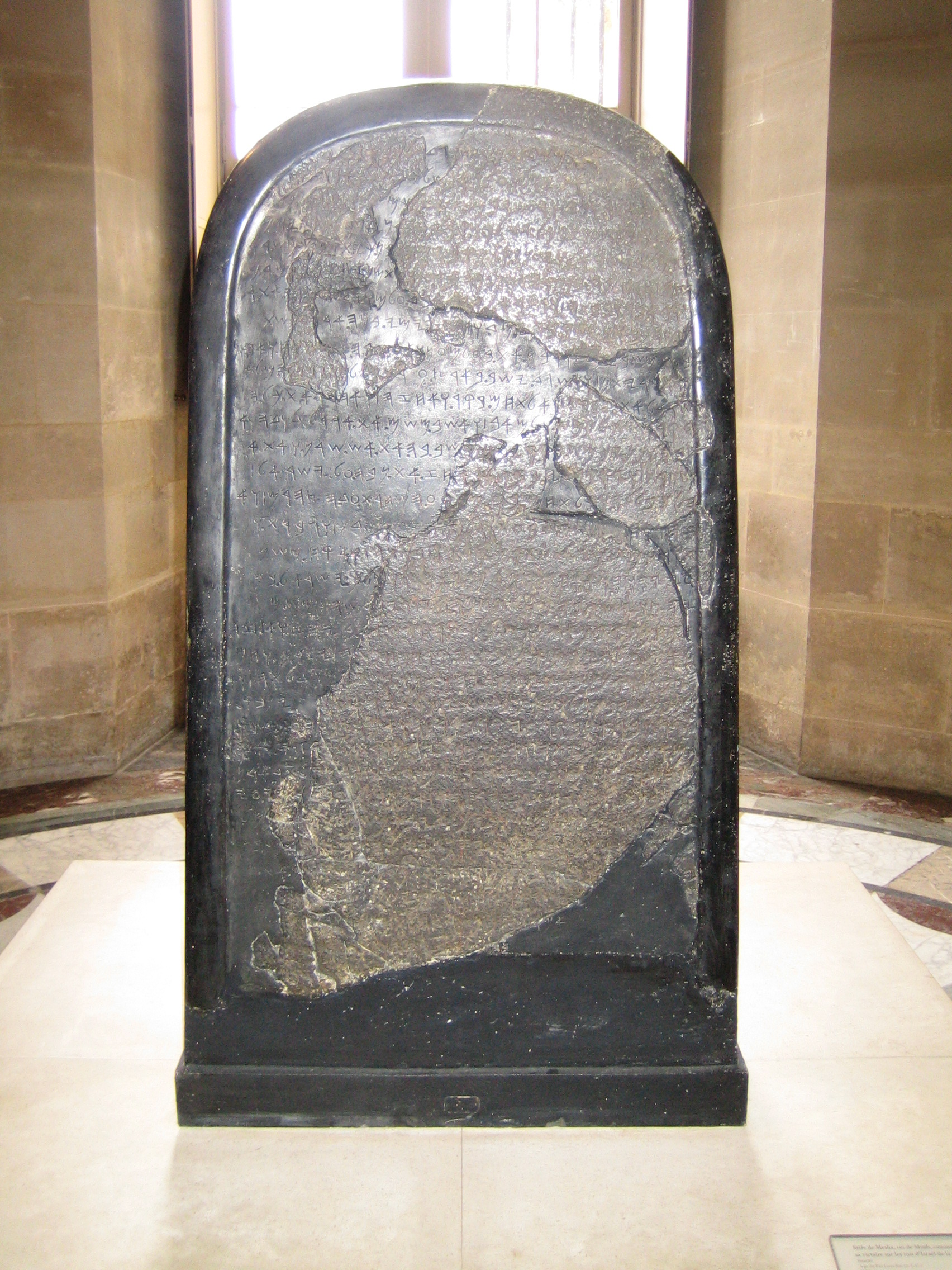
Estela Mesha.

Há poucos dados para sugerir que Jerusalém, descrita na Bíblia como a capital de Davi, durante o tempo de Davi e Salomão fosse pouco mais que uma aldeia e, na verdade, Judá permanecia como pouco mais que uma região rural dispersamente povoada, até o século VII a. C.; ainda que a Estela de Tel Dã possa ser interpretada como sugerindo que um governante 'Davi' alguma vez tenha existido (uma interpretação/tradução que é controvertida), o texto diz pouco sobre ele, nem sequer onde ficava seu território.
Ha restos de, alguma vez, grandes cidades em Megido, Hazor e Gezer, com evidências arqueológicas mostrando que sofreram uma violenta destruição. Esta destruição antes atribuída às campanhas de Shishak no século X a.C., cidades então atribuídas a Davi e Salomão como prova do relato da Bíblia sobre elas, mas as camadas de destruição desde então têm sido refechadas à campanha, de finais do século IX a. C., de Hazael e as cidades nos tempos dos reis omrida.
A Estela de Tel Dã, a Pedra Moabita, o Obelisco Negro de Salmanasar, e evidências diretas de escavações, juntas mostram um quadro dos reis omridas regendo um império rico, poderoso e cosmopolita, estendendo-se desde Damasco até Moab, e erigindo umas das maiores e mais belas construções de Israel da Idade do Ferro; em contraste, a Bíblia só observa que os omridas 'se casavam com mulheres estrangeiras' (presumivelmente para fazer alianças) e conservar a religião cananita, ambas coisas que considera como malvadas. The Bible Unearthed conclui que os escritores da Bíblia deliberadamente inventaram o império, o poder e a riqueza de Saul, Davi e Salomão, apropriando-se das façanhas e êxitos dos Omridas, de modo que puderam denegrir os omridas e obscurecer suas realizações, já que estes reis sustentavam um ponto de vista religioso que era anátema para os editores da Bíblia.

### Ezequias e monolatria
O Livro dos Reis, como está hoje, parece sugerir que a religião de Israel e Judá foi essencialmente monoteísta, com um ou dois reis rebeldes (como o Omrides) que tentaram introduzir um politeísmo cananeu, com as pessoas ocasionalmente se juntando a esta apostasia do monoteísmo, mas uma leitura atenta e o registro arqueológico revelam que a verdade era o contrário.  Registros da Idade do Ferro mostram que, no tempo da criação do Livro dos Reis, sacrifícios continuaram a ser oferecidos em santuários no alto de morros (que a Bíblia chama de "lugares altos"), incenso e libações eram oferecidas por toda a terra, e figuras de barro de divindades ainda estavam sendo usadas em residências como deuses domésticos;  uma inscrição a partir do Sefelá, datando do período, se refere a "YHWH e sua Aserá". 

## Recepção
A Bíblia desenterrada teve uma boa recepção por estudiosos da Bíblia e arqueólogos. Baruch Halpern, professor de Jewish Studies  da Universidade Estatal da Pensilvânia e chefe de escavações arqueológicas em Megido durante muitos anos, o elogiou como "a síntese da Bíblia e da arqueologia mais audaz e estimulante em cinquenta anos", e o especialista na Bíblia Jonathan Kirsh, escrevendo para Los Angeles Times, a chamou de "um brutalmente honesto assentamento do que a arqueologia pode e não pode nos dizer sobre a precisão histórica da Bíblia, o que abraça o espírito da arqueologia moderna ao aproximar-se da Bíblia como um artefato a ser estudado e avaliado em vez de um trabalho de inspiração divina que deva ser abraçado como algo de verdadeira crença". Phyllis Trible, professor de estudos bíblicos na Universidade de Wake Forest, concluiu em sua resenha no New York Times assinalando a importância de entender a verdade sobre o passado bíblico:
| “ | Filkenstein e Silverman escreveram um livro provocativo que leva as marcas de um conto de detetives. Justapondo o registro bíblico e os dados arqueológicos, trabalham com tentadores fragmentos de um passado distante. Reunindo pistas para argumentar sua tese requerem tanto imaginação audaz como investigação disciplinada. A Bíblia Não Tinha Razão exibe ambas em abundância. A imaginação invariavelmente excede a evidência; a investigação torna plausível a reconstrução. Felizmente, o livro não consegue seu objetivo: "tentar separar a história da lenda". É melhor que isso, pois mostra quão entrelaçadas estão. O que realmente sucedeu e o que se pensa que sucedeu pertencem a um só processo histórico. Esta interpretação conduz a um pensamento instrutivo. Relatos de êxodos da opressão e conquista de terras, relatos de exílio e retorno e histórias de uma visão triunfante são inquietantemente contemporâneas. Se a história é escrita para o presente, estamos condenados a repetir o passado? | ” |

O livro se converteu, e permanece, como um importante best-seller. Em fevereiro de 2009, Amazon.com o colocou no oitavo lugar dos mais populares no campo de teologia cristã do velho testamento, e a arqueologia do cristianismo, assim como o vigésimo segundo livro mais popular na história de Israel. Em 2006, a popularidade do texto levou a uma serie de documentários em quatro partes que foi subsequentemente emitida no canal History Channel.
Uma resenha do livro pelo arqueólogo William G. Dever publicada na Biblical Archaeology Review e logo no Bulletin of the American Schools of Oriental Research, resultou em acalorados intercâmbios entre Dever e Filkenstein. A resenha de Dever reconheceu que o livro tinha muitos pontos fortes, em especial potencial arqueológico para reescrever a história do "Antigo Israel", mas criticou que não representava suas próprias visões e concluiu caracterizando Filkenstein como "idiossincrático e doutrinário". A reação de Filkenstein foi chamar Dever um "parasita acadêmico invejoso” e o debate rapidamente degenerou a partir desse ponto.